# Aristodemo (nome)
Aristodemo  è un nome proprio di persona italiano maschile.

## Varianti
- Femminili: Aristodema[2][3]

### Varianti in altre lingue
- Catalano: Aristodem[4]
- Francese: Aristodème
- Greco antico: Ἀριστόδημος (Aristodemos)[3][5]
- Greco moderno: Αριστόδημος (Aristodīmos)
- Latino: Aristodemus
- Portoghese: Aristodemo
- Spagnolo: Aristodemo[4]

## Origine e diffusione
Continua il nome greco Ἀριστόδημος (Aristodemos), composto da αριστος (aristos, "[il] migliore") e δημος (demos, "popolo"); il significato complessivo può essere interpretato come "il migliore tra il popolo" o "ottimo per il popolo". Entrambi gli elementi sono ben diffusi nell'onomastica greca: il primo si ritrova anche in Aristotele, Aristarco, Aristide, Aristogitone, Aristofane, Aristocle e Aristeo, il secondo in Democrito, Nicodemo, Eudemo e Menedemo.
Il nome è presente nella mitologia greca, dove è portato da Aristodemo, un discendente di Eracle; così si chiamo inoltre Aristodemo, l'unico sopravvissuto alla battaglia delle Termopili, caduto poi a Platea.
In Italia il nome è maggiormente diffuso al Nord e al Centro, in particolare in Emilia-Romagna e in Lazio.

## Onomastico
Il nome è adespota, cioè non esiste alcun santo che lo porti, quindi l'onomastico ricorre il 1º novembre, festa di Tutti i Santi.

## Persone
- Aristodemo, tiranno di Cuma
- Aristodemo, militare spartano
- Aristodemo, re dei Messeni
- Aristodemo Costoli, scultore italiano
- Aristodemo Maniera, politico e partigiano italiano
- Aristodemo Santamaria, calciatore italiano